# Cantón de Levet
El cantón de Levet era una división administrativa francesa, que estaba situada en el departamento de Cher y la región de Centro-Valle de Loira.

## Composición
El cantón estaba formado por trece comunas:
- Annoix
- Arçay
- Lapan
- Levet
- Lissay-Lochy
- Plaimpied-Givaudins
- Saint-Caprais
- Sainte-Lunaise
- Saint-Just
- Senneçay
- Soye-en-Septaine
- Trouy
- Vorly

## Supresión del cantón de Levet
En aplicación del decreto n.º 2014-206 de 21 de febrero de 2014, el cantón de Levet fue suprimido el 22 de marzo de 2015 y sus 13 comunas pasaron a formar parte del nuevo cantón de Trouy.